# Johanna Sibelius
Johanna Sibelius, de son vrai nom Sibylle Freybe (née le 10 février 1913 à Berlin, morte le 8 mars 1970 à Starnberg) est une écrivaine et scénariste allemande.

## Biographie
Elle est la sœur de Heidi Huberta Freybe, écrivaine sous le nom de Martha Albrand, et de l'actrice Jutta Freybe.
Sibylle Freybe apprend d'abord à 16 ans la sculpture à l'université des arts de Berlin auprès d'Otto Hitzberger puis écrit des romans à 18 ans. En 1938, elle se met à écrire des scénarios. En 1939, elle adapte son propre roman Kongo-Expreß.
En 1931, elle épouse Max Krell, le directeur éditorial d'Ullstein-Verlag. Le couple sépare après neuf ans. En 1937, elle se marie avec le dramaturge Horst von der Heyde avec qui elle aura deux enfants, Nils von der Heyde et Jorg von der Heyde. En 1941, elle s'unit avec le scénariste Eberhard Keindorff. Ils écrivent ensemble le premier film allemand de l'après Seconde Guerre mondiale Les assassins sont parmi nous. À partir de 1949, ils écrivent régulièrement ensemble. Le couple vit à Berlin, Hambourg, Rottach-Egern et Dießen am Ammersee. Il livre pendant vingt ans des films de divertissement, généralement des comédies romantiques ou des adaptations littéraires.

## Filmographie
- 1939 : Kongo-Express
- 1940 : Der dunkle Punkt
- 1941 : Nacht ohne Abschied
- 1944 : Am Abend nach der Oper
- 1946 : Les assassins sont parmi nous
- 1950 : Fünf unter Verdacht (de)
- 1950 : Die Sehnsucht des Herzens
- 1951 : Gefangene Seele
- 1952 : Klettermaxe
- 1952 : Bis wir uns wiederseh'n
- 1952 : Der träumende Mund
- 1953 : Briefträger Müller
- 1953 : Musik bei Nacht
- 1953 : Lilas blancs
- 1954 : Die sieben Kleider der Katrin
- 1954 : Éternel amour
- 1955 : Die heilige Lüge
- 1955 : Ein Herz bleibt allein
- 1955 : Un vilain petit canard (Ich war ein häßliches Mädchen)
- 1956 : Heute heiratet mein Mann
- 1957 : Vater, unser bestes Stück
- 1957 : Skandal in Ischl
- 1957 : Meine schöne Mama
- 1958 : Les soldats ne sont pas de bois (Helden)
- 1958 : Whisky, Wodka, Wienerin
- 1959 : Jacqueline (de)
- 1960 : La Profession de Madame Warren
- 1960 : Geständnis einer Sechzehnjährigen
- 1961 : Trop jeune pour l'amour
- 1961 : La Mystérieuse Madame Cheney
- 1961 : Adorable Julia
- 1962 : Ich bin auch nur eine Frau
- 1964 : Toujours au-delà
- 1964 : Verdammt zur Sünde
- 1964 : Parmi les vautours
- 1965 : Old Surehand
- 1965 : Hokuspokus oder: Wie lasse ich meinen Mann verschwinden…?
- 1966 : Lange Beine – lange Finger
- 1966 : Liselotte von der Pfalz
- 1967 : Die Heiden von Kummerow und ihre lustigen Streiche
- 1968 : Vingt-quatre heures de la vie d'une femme
- 1968 : Morgens um sieben ist die Welt noch in Ordnung
- 1969 : Wenn süß das Mondlicht auf den Hügeln schläft
- 1969 : Heintje – Ein Herz geht auf Reisen

## Source de la traduction
- (de) Cet article est partiellement ou en totalité issu de l’article de Wikipédia en allemand intitulé « Johanna Sibelius » (voir la liste des auteurs).